# Cheryl Maas
Cheryl Maas (Uden, 28 de septiembre de 1984) es una deportista neerlandesa que compite en snowboard, especialista en la prueba de big air.
Consiguió una medalla de oro en los X Games de Invierno de Noruega 2016, en su especialidad.
Es públicamente lesbiana, y está casada con la snowboarder noruega Stine Brun Kjeldaas.

## Medallero internacional
| \| X Games de Invierno \| X Games de Invierno \| X Games de Invierno \| X Games de Invierno \| \| Año \| Lugar \| Medalla \| Prueba \| \| ------------------- \| ------------------- \| ------------------- \| ------------------- \| \| 2016 \| Oslo (Noruega) \| Medalla de oro \| Big air \| |                |                |         |
| X Games de Invierno |                |                |         |
| Año | Lugar          | Medalla        | Prueba  |
| 2016 | Oslo (Noruega) | Medalla de oro | Big air |